# Antoinette Perry (femme politique)
Pour les articles homonymes, voir Antoinette Perry.
Antoinette Perry, née en 1953 à Tignish, est une enseignante et une femme politique canadienne. Elle est lieutenant-gouverneur de l'Île-du-Prince-Édouard de 2017 à 2024.